# Dynastor napoleon
Dynastor napoleon is een vlinder uit de familie Nymphalidae. De wetenschappelijke naam van de soort is voor het eerst geldig gepubliceerd in 1849 door Edward Doubleday.

## Kenmerken
Beide geslachten zijn qua kleurenpatroon vrijwel identiek. De achtervleugels bevatten een brede oranje rand langs de achterrand. De onderzijde van de achtervleugels lijkt op een blad met opvallende nerven. Het vrouwtje is aanzienlijk groter dan het mannetje.

## Verspreiding en leefgebied
Deze vlindersoort is endemisch in de regenwouden van Brazilië.

## De rups en zijn waardplanten
De waardplanten behoren tot de familie Nymphalidae. De groene rups heeft een gevorkte staart en een kopkapsel met harde stekels. De pop heeft een bijzondere tekening, die als twee druppels water lijkt op een slangenkop, met ogen, neus en schubben.